# Szokolya
Szokolya is een plaats (község) en gemeente in het Hongaarse comitaat Pest. Szokolya telt 1738 inwoners (2001).

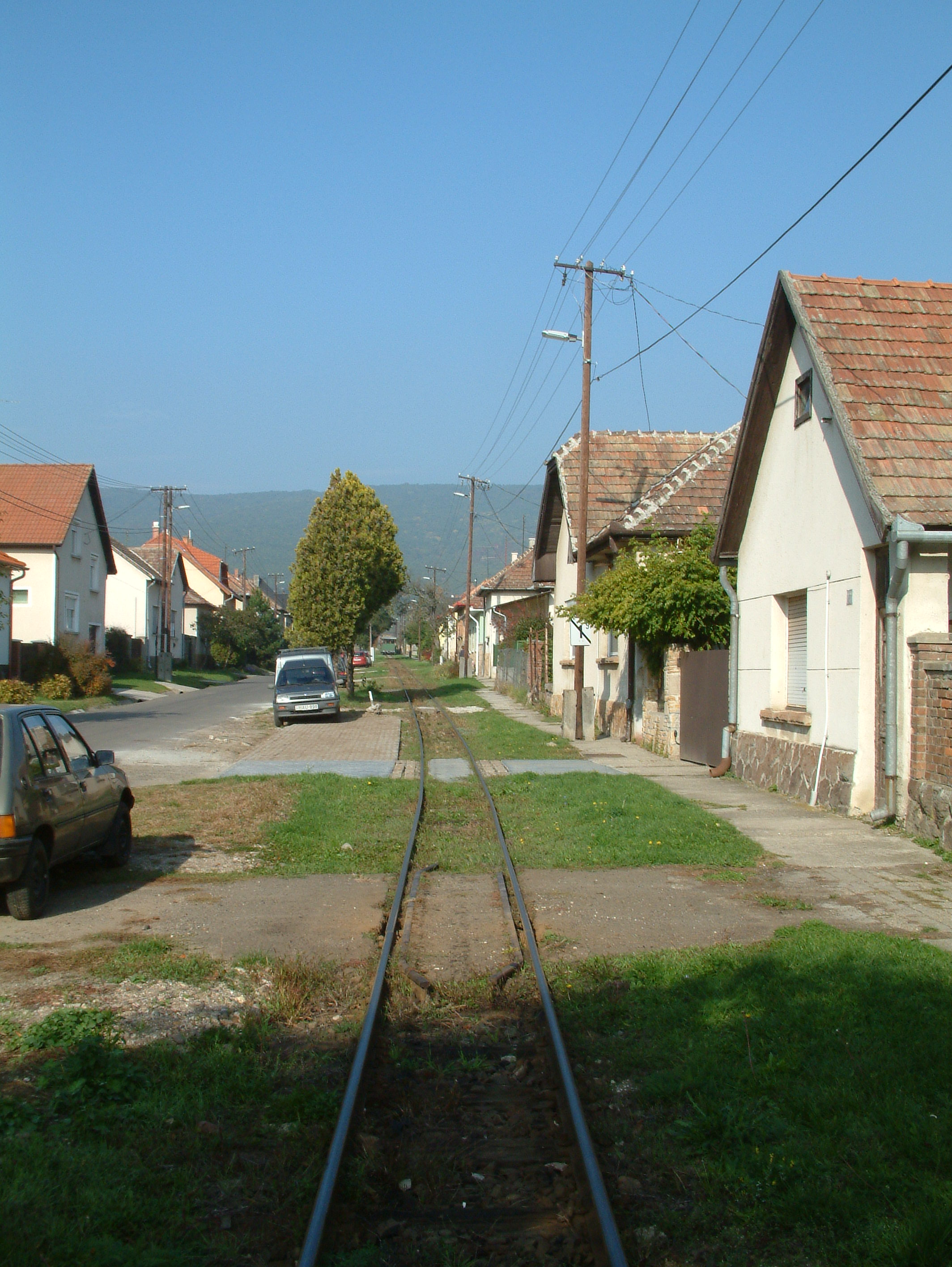
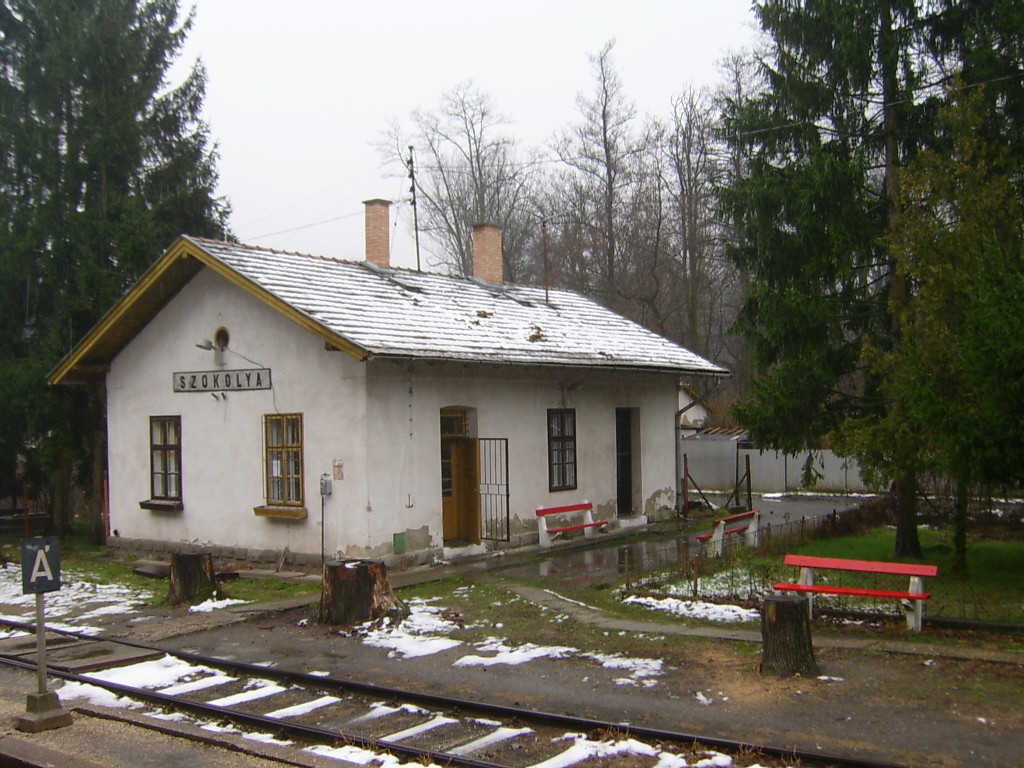